# Greatest Hits (альбом The Cars)
| Оценки критиков               | Оценки критиков |
| Источник                      | Оценка          |
| ----------------------------- | --------------- |
| AllMusic                      | [ 1 ]           |
| Encyclopedia of Popular Music | [ 2 ]           |
| Роберт Кристгау               | A−              |

«Greatest Hits» (с англ. — «Величайшие Хиты») — первый сборник лучших хитов американской рок-группы The Cars, выпущенный 25 октября 1985 года на лейбле Elektra Records. Ранее не издававшиеся песня «Tonight She Comes» и ремикс  «I’m Not the One» были выпущены в качестве синглов в поддержку альбома. Альбом имел коммерческий успех и в 2001 году после тиража 6 млн экземпляров из проданных копий, Greatest Hits получил платиновый сертификат Американской ассоциации звукозаписывающих компаний (RIAA).

## Список композиций

### Издание на виниле
Слова и музыка всех песен — Рик Окасек.
| №                   | Название                                                          | Оригинальный Альбом (Год) | Длительность |
| ------------------- | ----------------------------------------------------------------- | ------------------------- | ------------ |
| 1.                  | «Just What I Needed» (с англ. — «Как Раз То, Что Мне Было Нужно») | The Cars (1978)           | 3:43         |
| 2.                  | «Since You’re Gone» (с англ. — «С Тех Пор, как Ты Ушла»)          | Shake It Up (1981)        | 3:31         |
| 3.                  | «You Might Think» (с англ. — «Ты Наверное Думаешь»)               | Heartbeat City (1984)     | 3:04         |
| 4.                  | «Good Times Roll» (с англ. — «Наступают Хорошие Времена»)         | The Cars (1978)           | 3:44         |
| 5.                  | «Touch and Go» (с англ. — «Прикоснись и Иди»)                     | Panorama (1980)           | 4:54         |
| 6.                  | «Drive» (с англ. — «Привезёт»)                                    | Heartbeat City (1984)     | 3:54         |
| Общая длительность: | Общая длительность:                                               | Общая длительность:       | 22:50        |

| №                   | Название                                                                | Оригинальный Альбом (Год) | Длительность |
| ------------------- | ----------------------------------------------------------------------- | ------------------------- | ------------ |
| 7.                  | «Tonight She Comes» (с англ. — «Сегодня Вечером Она Придёт»)            | Ранее не Издавалась       | 3:52         |
| 8.                  | «My Best Friend's Girl» (с англ. — «Девушка Моего Лучшего Друга»)       | The Cars (1978)           | 3:44         |
| 9.                  | «Let’s Go» (с англ. — «Пойдём»)                                         | Candy-O (1979)            | 3:33         |
| 10.                 | «I’m Not the One» (с англ. — «Я Не Тот Единственный», ремикс 1985 года) | Shake It Up (1981)        | 4:07         |
| 11.                 | «Magic» (с англ. — «Магия»)                                             | Heartbeat City (1984)     | 3:57         |
| 12.                 | «Shake It Up» (с англ. — «Встряхнись»)                                  | Shake It Up (1981)        | 3:32         |
| Общая длительность: | Общая длительность:                                                     | Общая длительность:       | 22:45        |

### Издание на CD и Кассетах
Слова и музыка всех песен — Рик Окасек.
| №                   | Название                                                          | Оригинальный Альбом (Год) | Длительность |
| ------------------- | ----------------------------------------------------------------- | ------------------------- | ------------ |
| 1.                  | «Just What I Needed» (с англ. — «Как Раз То, Что Мне Было Нужно») | The Cars (1978)           | 3:43         |
| 2.                  | «Since You’re Gone» (с англ. — «С Тех Пор, как Ты Ушла»)          | Shake It Up (1981)        | 3:31         |
| 3.                  | «You Might Think» (с англ. — «Ты Наверное Думаешь»)               | Heartbeat City (1984)     | 3:04         |
| 4.                  | «Good Times Roll» (с англ. — «Наступают Хорошие Времена»)         | The Cars (1978)           | 3:44         |
| 5.                  | «Touch and Go» (с англ. — «Прикоснись и Иди»)                     | Panorama (1980)           | 4:54         |
| 6.                  | «Drive» (с англ. — «Привезёт»)                                    | Heartbeat City (1984)     | 3:54         |
| Общая длительность: | Общая длительность:                                               | Общая длительность:       | 22:50        |

| №                   | Название                                                                | Оригинальный Альбом (Год) | Длительность |
| ------------------- | ----------------------------------------------------------------------- | ------------------------- | ------------ |
| 7.                  | «Tonight She Comes» (с англ. — «Сегодня Вечером Она Придёт»)            | Ранее не Издавалась       | 3:52         |
| 8.                  | «My Best Friend's Girl» (с англ. — «Девушка Моего Лучшего Друга»)       | The Cars (1978)           | 3:44         |
| 9.                  | «Heartbeat City» (с англ. — «Город Серцебиения»)                        | Heartbeat City (1984)     | 4:29         |
| 10.                 | «Let’s Go» (с англ. — «Пойдём»)                                         | Candy-O (1979)            | 3:33         |
| 11.                 | «I’m Not the One» (с англ. — «Я Не Тот Единственный», ремикс 1985 года) | Shake It Up (1981)        | 4:07         |
| 12.                 | «Magic» (с англ. — «Магия»)                                             | Heartbeat City (1984)     | 3:57         |
| 13.                 | «Shake It Up» (с англ. — «Встряхнись»)                                  | Shake It Up (1981)        | 3:32         |
| Общая длительность: | Общая длительность:                                                     | Общая длительность:       | 27:14        |

## Участники записи
Номера композиций взяты из издания на CD и Кассетах.

### The Cars
- Рик Окасек — вокал (кроме 1, 6 и 10), ритм-гитара (все песни), бэк-вокал (1, 6 и 10)
- Бенджамин Орр — вокал (1, 6 и 10), бас-гитара (все песни), бэк-вокал (кроме 1, 6 и 10)
- Эллиот Истон — соло-гитара (все песни), бэк-вокал (все песни)
- Грег Хоукс — клавишные (все песни), перкуссия (1, 4, 8, 10), бэк-вокал (все песни), Fairlight CMI программирование (3, 6, 9, 12)
- Дэвид Робинсон — ударные (все песни), перкуссия (1, 2, 4, 5, 8, 10, 11, 13), Syndrum (1, 4 и 8), бэк-вокал (1, 4 и 8), Fairlight CMI программирование (6, 9, 12)

### Приглашённые музыканты
- Энди Топека — Fairlight CMI программирование (3, 6, 9, 12)

### Продюсирование
- Рой Томас Бейкер — продюсер (кроме 3, 6, 7, 9 и 12)
- Роберт Джон "Матт" Ланг — продюсер (3, 6, 9, 12)
- The Cars — продюсеры (3, 6, 9, 12)
- Майк Шипли[англ.] — продюсер (7), звукорежиссёр сведения (3, 6, 9, 12)
- Джефф Уоркман — звукорежиссёр (1, 4, 8, 10)
- Найджел Уокер — второй звукорежиссёр (1, 4, 8)
- Том Мур — ассистент звукорежиссёра (2, 11, 13), ассистент продюсера (5)
- Уолтер Тербитт — ассистент звукорежиссёра (2, 11, 13)
- Иэн Тейлор — звукорежиссёр (2, 5, 11, 13)
- Найджел Грин — звукорежиссёр записи (3, 6, 9, 12)
- Энди Топека — ассистент продюсера (3, 6, 9, 12)
- Дэвид Хеглмайер — ассистент продюсера (3, 6, 9, 12)
- Стив Рэнс — ассистент продюсера (3, 6, 9, 12)
- Джон Уивер — ассистент звукорежиссёра (5)
- Джейсон Корсаро — ассистент звукорежиссёра (5)
- Эллиот Робертс — менеджмент (2, 5, 11, 13)
- Стив Берковиц — менеджмент (2, 5, 11, 13)
- Джордж Тутков — ассистент звукорежиссёра (10)
- Фред Льюис — менеджмент (10)
- Джордж Марино — мастеринг на Sterling Sound (Нью-Йорк) (все песни)
- Стив Хоффман — ремастеринг для переизданий CD и LP DCC Compact Classics (все песни)

### Оформление
- Дэвид Робинсон — дизайн обложки, фотографии
- Кэрол Фридман — арт-директор
- Manhattan Design — дизайн
- Пэт Горман — фотографии
- Жан Ренар — фотографии

## Чарты и сертификация
| Чарт (1985–1986)                      | Наивысшая позиция |
| ------------------------------------- | ----------------- |
| Australian Albums (Kent Music Report) | 3                 |
| Канада (RPM Top Albums/CDs)           | 21                |
| Новая Зеландия (RMNZ)                 | 2                 |
| Великобритания (UK Albums Chart)      | 27                |
| США (Billboard 200)                   | 12                |

| Чарт (1985)                 | Позиция |
| --------------------------- | ------- |
| Canada Top Albums/CDs (RPM) | 99      |
| New Zealand Albums (RMNZ)   | 48      |

| Чарт (1986)                           | Позиция |
| ------------------------------------- | ------- |
| Australian Albums (Kent Music Report) | 13      |
| New Zealand Albums (RMNZ)             | 16      |
| US Billboard 200                      | 53      |

### Сертификации
| Страна                                                  | Статус        | Тираж      |
| ------------------------------------------------------- | ------------- | ---------- |
| Австралия                                               | 4x Платиновый | 280,000^   |
| Новая Зеландия                                          | Платиновый    | 15,000^    |
| Великобритания                                          | Золотой       | 100,000^   |
| Соединённые Штаты                                       | 6x Платиновый | 6,000,000^ |
| ^ означает данные о партиях, основанные на сертификации |               |            |